# El Tabo
El Tabo – miasto w Chile, w regionie Valparaíso, w prowincji San Antonio, nad Oceanem Spokojnym.